# Татарское сельское поселение (Омская область)
Татарское се́льское поселе́ние — муниципальное образование в Черлакском районе Омской области Российской Федерации.
Административный центр — село Татарка.

## История
Статус и границы сельского поселения установлены Законом Омской области от 30 июля 2004 года № 548-ОЗ «О границах и статусе муниципальных образований Омской области»

## Население
| 2010  | 2011  | 2012  | 2013  | 2014  | 2015  | 2016  |
| ----- | ----- | ----- | ----- | ----- | ----- | ----- |
| 2151  | ↘2143 | ↘2126 | ↘2035 | ↘1983 | ↘1961 | ↘1927 |
| 2017  | 2018  | 2019  | 2020  | 2021  | 2023  |       |
| ↘1887 | ↗1900 | ↘1838 | ↘1771 | ↘1439 | ↘1351 |       |

Гендерный состав
По данным Всероссийской переписи населения 2010 года в гендерной структуре населения из 	2151 человек мужчин — 	1011, женщин — 1140	(47,0 и 53,0 % соответственно)

### Национальный состав
Согласно результатам переписи 2002 года, в национальной структуре населения русские составляли большинство населения в каждом из 6 населённых пунктов.

## Состав сельского поселения
| № | Населённый пункт   | Тип населённого пункта       | Население |
| - | ------------------ | ---------------------------- | --------- |
| 1 | Кузнецовка         | деревня                      | 200       |
| 2 | Народное Береговое | деревня                      | 104       |
| 3 | Народное Степное   | деревня                      | 182       |
| 4 | Ольховка           | деревня                      | 181       |
| 5 | Татарка            | село, административный центр | 1339      |
| 6 | Черлак             | станция                      | 145       |